# Ross Hill
Ross Hill, pseudonimo di Ross Girotti (Monaco di Baviera, 11 aprile 1973 – Stockbridge, 30 gennaio 1990), è stato un attore statunitense.

## Biografia
Figlio adottivo di Terence Hill e fratello minore di Jess Hill, recitò a fianco del padre in due film. Possedendo spiccate doti atletiche, faceva parte della squadra scolastica di football americano e di quella di canottaggio. Ross alternava i suoi impegni di studente a quelli d'attore. Era infatti agli inizi d'una promettente carriera, e proprio in quel periodo si stava preparando ad interpretare il ruolo di Billy the Kid in uno degli episodi della serie Lucky Luke che il padre, nel doppio ruolo di regista e protagonista, aveva iniziato a girare a Santa Fe. Ross, oltre all'inglese, parlava molto bene l'italiano e il tedesco. Studiava nel prestigioso Middlesex College di Concord a 30 km da Boston.
Il 30 gennaio 1990, dopo aver passato il fine settimana in famiglia, tornava in auto verso il college con il suo amico Kevin Lehmann di Beaumont. Durante il tragitto l'auto, guidata da Ross, finì su una lastra di ghiaccio formatasi sulla strada e, sbandando per circa venti metri, si schiantò contro un albero. Ross rimase ucciso sul colpo, mentre Kevin morì la sera stessa in ospedale. L'incidente è avvenuto a Stockbridge, nel Massachusetts. Entrambi avevano 16 anni. La sua prematura morte provocò nel padre una crisi che lo avrebbe portato a rallentare i ritmi della sua carriera per tutti gli anni novanta: ai ragazzi avrebbe dedicato la sua serie televisiva Lucky Luke, con la frase «L'amore è eterno».

## Filmografia
- Don Camillo, regia di Terence Hill (1983)
- Renegade - Un osso troppo duro, regia di E.B. Clucher (1987)

## Doppiatori italiani
- Giorgio Borghetti in Renegade - Un osso troppo duro